# Мирний (Красногвардійський район)
Мирний (рос. Мирный; адиг. Мамырныгъ) — селище Красногвардійського району Адигеї Росії. Входить до складу Білосільського сільського поселення.
Населення — 9 осіб (2015 рік).